# Interconnexion électrique
Une interconnexion électrique est une structure qui permet à l'énergie électrique de circuler entre les réseaux électriques. Le terme est utilisé plus spécifiquement pour désigner les connexions internationales entre les réseaux d'électricité. Une interconnexion électrique permet à l'électricité de circuler entre des interconnexions séparées ou des réseaux synchrones,. Elle peut être constituée de câbles électriques sous-marins, de câbles électriques souterrains ou de lignes électriques aériennes.
L'interconnexion la plus longue en 2016 est la liaison sous-marine NorNed entre la Norvège et les Pays-Bas, qui s'étend sur près de 600 km et fournit 700 MW de courant continu à haute tension.
En France, les interconnexions sont du ressort de RTE (gestionnaire de réseau de transport).

## Fonctions
Les techniques d'interconnexion électrique ont permis de gérer l'irrégularité de l'offre (débit des rivières) et de la demande (éclairages des rues) apparue, la consommation s'est élargie aux particuliers. Parmi elles figurent les lignes à haute-tension et les logiciels permettant de répartir l'offre entre plusieurs lignes ou de limiter les déperditions d'énergie par effet Joule, en augmentant la tension.
Elles incluent aussi le poste électrique, appelé « sous-station » dans les chemins de fer, qui permet d'élever la tension pour sa transmission, puis de la redescendre en vue de sa consommation, aux extrémités des lignes de transmission.

## Histoire du système électrique français
L’interconnexion électrique est devenue très importante après le développement de la houille blanche, qui permet de stocker de l'énergie, puis des centrales nucléaires à très forte puissance. [Quand ?] Elle permet de favoriser aussi la concurrence entre réseaux, d’améliorer le fonctionnement du marché en diversifiant les sources de production d'électricité, et de rendre solidaires les pays voisins dans le but de diminuer le risque de panne à grande échelle.[source insuffisante]
Au cours des seules années 1920, la production hydroélectrique française est multipliée par huit, grâce à la montée d'une « France hydraulique » dans le sud du pays, mal reliée à la partie plus peuplée et plus industrialisée du nord de la France. La « France hydraulique » avait dès 1913 trois réseaux locaux (EELM, EESO et STEDA).[réf. nécessaire]
Débute alors une bulle spéculative sur l'électricité, faisant la fortune des fabricants Thomson-Houston et CGE, société qui inclura plus tard les actuels Alcatel et Alstom. Le besoin d'interconnexion domine les débats industriels dès 1919, quand s'achève la construction du « Sélune » et démarre celle du barrage d'Éguzon, le premier en béton, fournisseur de l’usine thermoélectrique de Gennevilliers.
L'effort d'interconnexion est accéléré après le krach de 1929 par la crise de l'aluminium, qui oblige les producteurs à destiner leur consommation à Paris et aux autres grandes villes et se traduit en août 1930 par les investissements de l'UNIE de Louis Marlio.
EDF, créé en 1946 par la nationalisation des 1 450 entreprises françaises d’électricité et de gaz, a vu la croissance de sa consommation d’électricité doubler tous les 10 ans. En 2011, il a réalisé une production de 628,2 TWh dans le monde et un chiffre d'affaires de 65,3 milliards d'euros, dont 57 % en France et 43 % à l’étranger.
Après guerre, la création d'un réseau unifié sous la direction d'EDF et de sa filiale RTE, permet d'effectuer de lourds investissements, dont le vieillissement est constaté à partir des années 2000, sur fond de déréglementation du marché européen de l'électricité.
Les compagnies européennes s'étaient concertées dès les années 1950 pour uniformiser les tensions des réseaux de transports à 400 kV, aboutissant en 1967 à la première interconnexion des réseaux français, allemands et suisses à Laufenbourg (Suisse). La gestion des 46 lignes d'interconnexion qui relient la France et les autres pays a depuis été rendue plus exigeante par le développement du chauffage électrique et le fait que la consommation de pointe a augmenté d'un tiers en dix ans en France, tout en progressant aussi dans les autres pays.
En 2010, la France est le premier exportateur européen d'électricité avec 66,6 TWh, soit 11 % d'une production annuelle de 550 TWh, contre 25,5 TWh exportés par la Suisse et 17,4 TWh pour l'Italie.

## Économie
Les interconnexions permettent le commerce de l'énergie entre les territoires. Par exemple, l'Interconnexion de la Mer du Nord permet le commerce du gaz naturel entre le Royaume-Uni et l'Irlande et la Belgique. L'Interconnexion Est-Ouest permet le commerce de l'électricité entre le Royaume-Uni et l'Irlande. Un territoire qui produit plus d'énergie qu'il n'en a besoin pour ses propres activités peut donc vendre son surplus à un territoire voisin. Les interconnexions permettent également d'accroître la résilience. Au sein de l'Union européenne, se forme un marché unique de l'énergie, qui rend les interconnexions viables. La mise en œuvre la plus complète possible est le projet de super-réseau européen qui comprendrait de nombreuses interconnexions entre les réseaux nationaux. Les interconnexions sont utilisées pour accroître la sécurité de l'approvisionnement énergétique et pour gérer les pointes de consommation électrique. Elles permettent un accès transfrontalier aux producteurs et aux consommateurs d'électricité, ce qui accroît la concurrence sur les marchés de l'énergie. Elles contribuent également à intégrer plus d'électricité produite à partir de sources renouvelables[réf. souhaitée], réduisant ainsi l'utilisation de centrales électriques à combustibles fossiles et les émissions de CO2. Les interconnexions aident à s’adapter aux changements de la demande, comme la croissance des voitures électriques. 

## Infrastructure
Les interconnexions peuvent traverser une frontière terrestre ou relier deux zones terrestres séparées par l’eau.